# Buran
Buran (ruski: Буран "Snježna oluja" ili "Mećava") je bio jedini u potpunosti završeni svemirski brod za višestruko korištenje iz sovjetskog Buran programa. Dizajn je gotovo isti onome na američkom Space Shuttleu. Prije otkazivanja programa 1993. Buran je imao samo jedan bespilotni let u svemir 1988. godine. Uništen je 2002. godine kada se na njega srušio hangar.
Kao i njegov američki konkurent, Buran je u tranzitu iz svoje odredišne baze u svemirski centar prevezen pričvršćen na trup velikog mlaznog aviona. U buranovom slučaju to je bio Antonov An-225 koji je dizajniran za ovaj zadatak. An-225 je i dalje najveći zrakoplov na svijetu.

## Prvi let
Jedini orbitalni let Buran je imao 15. studenog 1988. godine. U orbitu se letjelica vinula uz pomoć posebno u tu svrhu dizajniranih Energia pomoćnih raketa. Sustav za održavanje života je bio ugrađen djelomično a programska podrška za pokretanje računalnih zaslona nije bila instalirana.
Letjelica je za 260 minuta dvaput obišla Zemlju. Njen povratak i slijetanje na pistu svemirskog centra Baikonur automatski je navođeno. Usprkos bočnog vjetara koji je puhao brzinom od 61,2 km/sat Buran je uspješno sletio samo 3 metra u stranu i 10 metara uzdužno od planirane dodirne točke.

### Snimka leta
Prikazan je bio samo početni dio uzlijetanja ali ne i samo uzlijetanje letjelice. To je dovelo do određenih pretpostavki o namještanju buranovog leta a njegovo slijetanje opisano je kao slijetanje s aviona nosača a ne iz svemira. Kako bi se otklonila svaka sumnja u javnost je puštena cijela snimka uzlijetanja.

## Planirani let
1989. godine predviđalo se kako će Buran imati svoj drugi let bez posade u 1993. u trajanju 15-20 dana. Kako je u međuvremenu cijeli projekt obustavljen Buran više nije uzletio. Više znanstvenika pokušalo je obnoviti projekt, posebice nakon nesreće američke Columbije.

## Uništenje
12. svibnja 2002. zbog slabog održavanja, u Kazahstanu se srušio hangar u kojem je bio Buran. U nesreći je smrtno stradalo osam radnika a uz svemirsku letjelicu uništena je i maketa Energia rakete u prirodnoj veličini.

## Ostale letjelice
Proizvedeno je nekoliko svemirskih brodova. Na jedan od njih, OK-GLI ugrađeni su mlazni motori a letjelica je služila za aerodinamična testiranja. Jedna maketa letjelice (OK-TVA korišten za statička ispitivanja) koristi se za simulacije svemirskog leta u Gorky zabavnom parku u Moskvi.
Vlasnik OK-GLI NPO Energia je prodao letjelicu koja je zatim brodom prevezena u Sydney (Australija) te je naknadno prikazana na Olimpijskim igrama u Sydneyu 2000. Ubrzo nakon što je novi vlasnik otišao u stečaj OK-GLI više godina završava u Bahreinu. Tijekom tih se godina rješavao pravni status vlasništva. Na kraju je 2004. godine letjelicu preuzeo njemački "Technikmuseum Speyer" te je prevezena u muzej gdje je i danas izložena široj javnosti.